# 東白石車站
東白石車站（日语：／ Higashi-shiroishi eki */?）是一由東日本旅客鐵道（JR東日本）所經營的鐵路車站，位於日本宮城縣白石市白川內親，是東北本線沿線的車站之一。白石車站在業務上是由白石藏王車站管理，是一個管轄上則屬於仙台分社業務範圍的鄉間無人車站。東白石車站緊鄰在白石川旁，周遭並無民房人家存在，雖然車站位於白石市境內，但主要的利用旅客卻都是來自河對岸的藏王町宮地區之居民。

## 車站結構
對向式月台2面2線的地面車站。沒有跨線天橋，月台前端近仙台方向設有站內平交道。

### 月台配置
| 月台   | 路線      | 方向 | 目的地         |
| ------ | --------- | ---- | -------------- |
| 站舍側 | ■東北本線 | 上行 | 白石、福島方向 |
| 對側   | ■東北本線 | 下行 | 仙台方向       |

## 相鄰車站
東日本旅客鐵道
■東北本線
□快速「仙台城市快速」
通過
■普通
白石－東白石－北白川

## 關連項目
- 日本鐵路車站列表

## 外部連結
- （日語）東白石車站（JR東日本） （页面存档备份，存于）